# Aleksandr Krasnov
Aleksandr Guennàdievitx Krasnov (en rus Александр Геннадьевич Краснов) (Lebyazhye, óblast de Leningrad, 7 d'abril de 1960) fou un ciclista soviètic, que combinà tant la ruta com la pista encara que va ser en aquesta modalitat on va obtenir majors èxits.
Va guanyar una medalla d'or Jocs Olímpics de Moscou, encara que només va participar en la qualificació. També va aconseguir 5 medalles als Campionats del Món en persecució per equips, dues d'elles d'or.

## Palmarès en pista
- 1978
  -  Campió del món júnior en Persecució per equips (amb Víktor Manakov, Nikolai Kuznetsov i Ivan Mitchenko)
  -  Campió de la Unió Soviètica en persecució per equips
- 1980
  -  Medalla d'or als Jocs Olímpics de Moscou en la prova de persecució per equips, amb Valery Movchan, Víktor Manakov, Vitaly Petrakov i Vladímir Ossokin
- 1981
  -  Campió de la Unió Soviètica en persecució
  -  Campió de la Unió Soviètica en persecució per equips
- 1982
  -  Campió del món en persecució per equips, amb Valeri Movtxan, Konstantin Khrabvzov i Sergeï Nikitenko
  -  Campió de la Unió Soviètica en persecució
- 1985
  -  Campió de la Unió Soviètica en persecució per equips
- 1987
  -  Campió del món en persecució per equips, amb Viatxeslav Iekímov, Víktor Manakov i Sergeï Chmelinine

## Palmarès en ruta
- 1982
  - Vencedor d'una etapa a l'Olympia's Tour
- 1984
  - Vencedor de 2 etapes a la Volta a Àustria
- 1986
  - 1r al Girobio
- 1987
  - 1r a la Volta a Turquia
  - Vencedor d'una etapa a la Volta a Bèlgica amateur